# Кому на Руси жить хорошо
«Кому́ на Руси́ жить хорошо́» — последняя поэма Н. А. Некрасова. Повествует о путешествии семерых крестьянских мужиков по всей Руси с целью поиска счастливого человека. Действие происходит вскоре после отмены крепостного права в Российской империи.  

## История создания
Н. А. Некрасов начал работу над поэмой «Кому на Руси жить хорошо» в 1863 году. Некрасов долгое время собирал материал на основе общения с народом и литературного наследия своих предшественников. Упоминание о январском восстании 1863 года в первой части, в главе «Помещик», позволяет считать, что первая часть была написана не ранее 1863 года. Рукопись первой части поэмы помечена 1865 годом, однако, возможно, что это дата окончания работы над этой частью.
Вскоре после окончания работы над первой частью, пролог поэмы был опубликован в январском номере журнала «Современник» за 1866 год. Печатание растянулось на четыре года и сопровождалось, как и вся издательская деятельность Некрасова, цензурными гонениями. Некоторые части поэмы публиковались в журнале «Отечественные записки».
К продолжению работы над поэмой писатель приступил лишь в 1870-х, написав ещё пять частей произведения: «Последыш» (1872 год), «Крестьянка» (1873 год), «Пир — на весь мир» (1876 год). Поэт не собирался ограничиваться написанными главами, задумывались ещё три или четыре части. Однако развивающаяся болезнь помешала задумкам автора. Некрасов, чувствуя приближение смерти, постарался придать некоторую «законченность» последней части, «Пир — на весь мир».

## Ярославские корни поэмы
В произведении обилие ярославских и костромских реалий. Можно сказать, что оно выросло из многочисленных наблюдений, сделанных в Грешневе и Карабихе. Из этих подробностей соткан образ всей Руси.
Якима Нагого писатель в черновой рукописи называет «фабричным из Бурмакина», где в то время были широко развиты кузнечный, слесарный и иные промыслы. Савелий живёт где-то на Корёге (правый приток реки Костромы). Фамилия помещика Рыбинского уезда Тизенгаузена переиначена на народный лад – в «барона Синегузина». В черновиках поэмы можно найти названия селений, располагавшихся поблизости от Грешнева (Мишнево, Новосёлово, Пьяново), фамилии грешневских крестьян (Голкины, Молочковы). В окончательном тексте тоже есть упоминания о реальных ярославских сёлах и деревнях: Великом, Иванькове, Козьмодемьянском и других. В Ярославской губернии были многочисленные деревни с названиями вроде Горелово, Погорелово, а в Костромской – к тому же Ознобихино и Голодаиха. Возможно, фантазия автора переработала их в знаменитый список деревень с «говорящими» названиями.  
Прообразом села Кузьминского послужило ярославское село Вятское – «Кузьминское богатое, а пуще того – грязное торговое село». Сейчас оно превращено в музей под открытым небом, где отмечают в том числе и некрасовские дни. В июле 2018 года здесь был установлен памятник поэту работы заслуженного художника России Елены Пасхиной.

## Сюжет и структура

### Часть первая
Единственная часть, не имеющая названия. Была написана вскоре после отмены крепостного права (1861). По первому четверостишию поэмы можно сказать, что Некрасов первоначально пытался анонимно охарактеризовать все проблемы Руси того времени.

#### Пролог
В каком году — рассчитывай,

В какой земле — угадывай,

На столбовой дороженьке

Сошлись семь мужиков.

У них завязался спор:

Кому живётся весело,

Вольготно на Руси?

Они высказали 7 вариантов ответа на этот вопрос:
- Роман: помещику;
- Демьян: чиновнику;
- Лука: попу;
- братья Губины — Иван и Митродор: купцу;
- Пахом (старик): министру, боярину;
- Пров: царю.

За спором крестьяне не замечают, что день закончился и поздно возвращаться домой. Они принимают решение переночевать в лесу, и у костра они снова затягивают старый спор:
Роман кричит: помещику,
Демьян кричит: чиновнику,
Лука кричит: попу;
Купчине толстопузому, —
Кричат братаны Губины.
Иван и Митродор;
Пахом кричит: светлейшему
Вельможному боярину,
Министру государеву.

А Пров кричит: царю!
В то время из гнезда выпадает птенчик птички пеночки. За спасение птенца пеночка обещает рассказать крестьянам, где хранится волшебная скатерть-самобранка:
Закопана коробочка
Добудьте вы её, —
Коробка та волшебная:
В ней скатерть самобранная,
Когда ни пожелаете,

Накормит, напоит!

Теперь у них есть скатерть, которая будет их поить, кормить и решать другие бытовые вопросы. Крестьяне решают не возвращаться домой, пока не найдут правильного ответа.

#### Глава I. Поп
Крестьяне продолжили путь. Они встречали множество людей, но ни у кого не интересовались о жизни. Все странники были им близки: лапотник, мастеровой, нищий, ямщик. Не мог быть счастлив солдат. Он бреется шилом, греется дымом. Ближе к ночи им встретился поп. Крестьяне встали в ряд и поклонились священнику. Лука стал расспрашивать попа, вольготно ли ему живется. Священник задумался и стал рассказывать. О годах учёбы он просто умолчал. Нет у попа покоя. Его вызывают к больному, умирающему. Сердце ноет и болит за сирот и людей, уходящих в иной мир. Рука не поднимается взять медные пятаки — воздаяние за требу. А жить-то надо на что-то. Нет у попа и почета. Его обзывают обидными словами, сторонятся на пути, сочиняют сказки. Не любят ни дочь поповскую, ни попадью, ни семинаристов. Не в почете поп у всех сословий. Откуда у попа богатство? Раньше на Руси было множество дворян. В усадьбах рождались дети, игрались свадьбы. Даже если кто из помещиков и жил в городах, то умирать приезжал в деревню и завещал похоронить себя в приходе. Все шли к попам, богатство росло и приумножалось, да и мирянам кое-что перепадало. Сейчас на Руси все изменилось. Помещики рассеялись по чужеземщине, оставив на родине только загубленные владения. Поп жалуется на появившихся раскольников, которые живут среди православных. Правда, тут ему повезло, он избежал необходимости наживаться на раскольниках, так как в его приходе православных большинство — две трети. Но жизнь попов становится все труднее, доход дают только бедные крестьяне. А что они могут дать? Только гривенник да пирог к празднику, да яйца на пасху. Священник закончил тоскливый рассказ и тронулся дальше. Мужики набросились на Луку, который утверждал, что попы живут вольготно.

#### Глава II. Сельская ярмарка
Товарищи отправляются дальше и попадают на ярмарку в село Кузьминское. Они надеются встретить там того, кто по-настоящему счастлив. Село богатое торговое и грязное. В Кузьминском есть всё, что встречается на Руси.
Грязная гостиница с красивой вывеской и подносчиком с посудой.
Две церкви: православная и старообрядская.
Училище.
Фельдшерская изба, где больным пускают кровь.
Странники пришли на площадь. Там стояло множество палаток с разными товарами. Мужики гуляют среди торговых рядов, удивляются, смеются, рассматривают встречных. Кто-то торгует поделками, другой проверяет обод и получает по лбу. Бабы ругают французские ткани. Один пропился и не знает, как купить обещанный подарок внучке. Ему помогает Павлуша Веретенников, человек без звания. Он купил ботинки для внучки. Крестьяне ушли из села, так и не встретив того, кого искали. На пригорке им показалось, что Кузьминское шатается вместе с церковью.

#### Глава III. Пьяная ночь
Мужики двигались по дороге, встречая пьяных. Они «ползли, лежали, ехали, барахтались». Трезвые странники шли, поглядывая по сторонам и слушая речи. Некоторые были настолько дурны, что становится жутко, как спивается русский народ. В канаве спорят бабы, кому тяжелее живется. Одна идет домой как на каторгу, другую бьют и обирают зятья.
Странники слышат знакомый голос Павлуши Веретенникова. Он хвалит умный русский народ за пословицы и песни, но огорчается из-за пьянки до одурения. Но ему не дает записать мысль мужик. Он стал доказывать, что крестьяне пьют по времени. В страду народ в поле, кто работает и кормит всю страну? На семью пьющую — непьющая семья. А беда приходит ко всем одинаково. Некрасивые хмельные мужики не страшнее тех, кого поела мошка, изъели болотные гады. Одним из пьяных стал Яким Нагой. Труженик решил потягаться с купцом и попал в тюрьму. Яким любил картины, из-за них чуть не сгорел во время пожара. Снимая картины, не успел вытащить целковые. Они слились в комок, потеряли ценность. Решили мужики, что не одолеть хмелю русского человека.

#### Глава IV. Счастливые
Странники ищут счастливого в праздничной толпе на базаре. Но все доводы встречных им кажутся нелепыми. Истинно счастливых нет. Мужицкое счастье не впечатляет странников. Их направляют к Ермилу Гирину. Он собрал деньги с людей за час. Все крестьяне скинулись и помогли Ермилу выкупить мельницу, противостоять купцу Алтынникову. Через неделю Ермил вернул все до гроша, никто не потребовал с него лишнего, не осталось обиженных. Один рубль не взял кто-то с Гирина, он отдал его слепым. Решили мужики узнать, каким колдовством владеет Ермил. Гирин честно служил старостой. Но не смог отправить брата в армию, заменил его на крестьянина. Поступок измотал Ермилу душу. Мучаемый совестью, он вернул крестьянина домой, а брата послал на службу. Ушел с поста старосты и взял мельницу в аренду. Но суровая судьба все равно отыгралась на мужике, его посадили в острог. Странники идут дальше, понимая, что это не самый счастливый человек на Руси.

#### Глава V. Помещик
Странники встречают помещика. Румяному помещику было 60 лет. И здесь автор постарался. Он выбрал герою особую фамилию — Оболт-Оболдуев Гаврила Афанасьевич. Помещик решил, что его собираются грабить. Он выхватил пистолет, но мужики его успокоили и объяснили суть своего спора. Гаврила Афанасьевич развеселился от вопроса крестьян. Он нахохотался досыта и стал рассказывать о своей жизни. Он начал с генеалогического древа. Мужики быстро поняли, о чём шла речь. Предком помещика был Оболдуй, которому уже более 2 с половиной веков. Он тешил государыню игрою со зверями. С другой стороны, род берет начало от князя, пытавшегося поджечь Москву и казненного за это. Славился помещик, чем древо древнее, тем именитее род. Богатство семьи было таким, что казалось, можно не думать о будущем. Леса полны зайцев, реки — рыбы, пашня заливается хлебным колосом. Дома строились с оранжереями, беседками и парками. Помещики праздновали и гуляли. Любимым развлечением была охота. Но постепенно вместе с ней уходит и сила русского помещика. Крестьяне несли барину гостинцы со всех концов огромной страны. Быстро кончилась раздольная жизнь. Дома разобрались по кирпичикам, все начало приходить в упадок. Осталась земля, на которой нужно трудиться. Помещик не умеет работать, он всю жизнь «жил чужим трудом». Крестьяне поняли — помещик не тот, кого они ищут.

### Последыш (из второй части)
В разгар сенокоса странники приходят на Волгу. Здесь они становятся свидетелями странной сцены: на трёх лодочках к берегу подплывает барское семейство. Косцы, только что присевшие отдохнуть, тут же вскакивают, чтобы показать старому барину своё усердие. Оказывается, крестьяне села Вахлачина помогают наследникам скрывать от выжившего из ума «последыша» (последнего в России обладателя крепостных душ) Утятина отмену крепостного права. За это его родственники обещают мужикам пойменные луга. Но после долгожданной смерти помещика наследники забывают свои обещания, и весь крестьянский спектакль оказывается напрасным.

### Крестьянка (из третьей части)
В этой части странники решают продолжить свои поиски того, кому «жить весело, вольготно на Руси» среди женщин. В селе Наготине бабы сказали мужикам, что есть в Клину «губернаторша» Матрёна Тимофеевна: «доброумнее и глаже — бабы нет». Там семеро мужиков находят эту женщину и убеждают её рассказать свою историю, в конце которой она разуверяет мужиков в своём счастье и в женском счастье на Руси в целом:

Ключи от счастья женского,

От нашей вольной волюшки

Заброшены, потеряны

У Бога самого!..

- Пролог
- Глава I. До замужества
- Глава II. Песни
- Глава III. Савелий, богатырь, святорусский
- Глава IV. Дёмушка
- Глава V. Волчица
- Глава VI. Трудный год
- Глава VII. Губернаторша
- Глава VIII. Бабья притча.

### Пир — на весь мир (из четвёртой части)
Эта часть является логическим продолжением второй части («Последыш»). В ней описывается пир, который закатили мужики после смерти старика Последыша. Приключения странников не заканчиваются в этой части, но в конце один из пирующих — Гриша Добросклонов, сын попа, на следующее утро после пира, прогуливаясь по берегу реки, находит, в чём секрет русского счастья, и выражает его в короткой песенке «Русь», к слову, использованной В. И. Лениным в статье «Главная задача наших дней». Заканчивается произведение словами:

полусне слагалася;

Быть бы нашим странникам под родною крышею,

Если б знать могли они, что творилось с Гришею.

Слышал он в груди своей силы необъятные,

Услаждали слух его звуки благодатные,

Звуки лучезарные гимна благородного —

Пел он воплощение счастия народного!..

Такая неожиданная концовка возникла, потому что автор перед близкой кончиной желал закончить произведение, и логически завершил поэму в четвёртой части, хоть задумывалось 8 частей.

### Предполагаемое окончание поэмы
В номере 2 журнала «Пчела» от 8 января 1878 года приводился фрагмент беседы Глеба Успенского с Некрасовым о задуманном автором окончании поэмы. Предполагалось, что никто из странствующих мужиков не сможет доказать свою правоту, и все вернутся к своим родным сёлам. Оказывалось, что их деревни стоят недалеко друг от друга, а от каждой тропинка ведёт к кабаку. У кабака мужики должны были встретить пьяницу, «подпоясанного лычком», и сесть с ним выпить. Таким образом, по словам Успенского, самым счастливым человеком на Руси Некрасов намеревался сделать пьяницу.

## Список героев

### Временнообязанные крестьяне, отправившиеся искать, кому живется весело, вольготно на Руси
- Роман,
- Демьян,
- Лука,
- Иван и Митродор Губины,
- Старик Пахом Онисимович,
- Пров.

### Крестьяне и холопы
- Артём Дёмин,
- Яким Нагой,
- Сидор,
- Егорка Шутов,
- Клим Яковлевич Лавин,
- Влас Ильич,
- Агап Петров,
- Ипат — холоп чувствительный,
- Яков — холоп верный,
- Глеб,
- Прошка,
- Матрёна Тимофеевна Корчагина,
- Савелий Корчагин,
- Ермил Ильич Гирин.

### Помещики
- Гаврила Афанасьевич Оболт-Оболдуев,
- князь Переметьев,
- князь Утятин (последыш),
- Глуховской,
- Шалашников.
- Поливанов

### Другие герои
- «Губернаторша» Елена Александровна,
- Алтынников,
- Христиан Христианович Фогель,
- Григорий Трифонович (Гриша) Добросклонов.

## В современной культуре
Русский рок-музыкант Егор Летов записал песню «Жить», вошедшую в альбом «Солнцеворот» (1997), которая отсылает к поэме Некрасова («Кому на этом свете жить хорошо»).